# Michał Myśliwiec
Michał Cezary Myśliwiec (ur. 1943 w Kochanówce) – polski naukowiec, lekarz nefrolog i hipertensjolog, profesor nauk medycznych.

## Życiorys
W 1966 ukończył studia na kierunku lekarskim na Akademii Medycznej w Białymstoku. W 1971 pod kierunkiem profesor Beaty Bogdanikowej z Instytutu Chorób Wewnętrznych AMB obronił pracę doktorską pt. Badania nad wpływem rtęci na aktywator plazminogenu, uzyskując stopień naukowy doktora nauk medycznych. W latach 1972–1973 odbył staż naukowy w szpitalu uniwersyteckim Ullevål w Oslo, a w latach 1977–1978 w Instytucie Mario Negri w Mediolanie. W 1979 na podstawie osiągnięć naukowych i złożonej rozprawy uzyskał stopień naukowy doktora habilitowanego nauk medycznych. W 1982 odbył staż w Instytucie Mario Negri Bergamo, w 1985 w Withington Hospital w Manchesterze, a w 1989 w Medizinische Hochschule w Hanowerze. W 1988 otrzymał tytuł profesorki w zakresie nauk medycznych. W 1995 objął stanowisko profesora zwyczajnego. Posiada specjalizację z chorób wewnętrznych II stopnia (1974), nefrologii II stopnia (1987), transplantologii klinicznej (2003) oraz hipertensjologii (2006).
W 1980 zorganizował Klinikę Nefrologii AMB, w której funkcję kierownika pełnił do 2013. Był współtwórcą ośrodka zajmującego się transplantacją nerek w Białymstoku, członkiem grupy założycielskiej Polskiego Towarzystwa Transplantacyjnego i Polskiej Unii Transplantacyjnej, a w latach 2004–2007 przewodniczącym Zarządu Głównego Polskiego Towarzystwa Transplantacyjnego. Od 2013 jest członkiem honorowym PTT. W latach 1996–1999 był dziekanem Wydziału Lekarskiego z Oddziałem Stomatologii AMB. Przez wiele lat był konsultantem regionalnym i wojewódzkim w dziedzinie chorób wewnętrznych i nefrologii. Został zastępcą przewodniczącego Komitetu Nauk Klinicznych Polskiej Akademii Nauk, przewodniczącym działającego przy tym Komitecie Zespołu ds. Problemów Wieku Podeszłego oraz członkiem Rady Przejrzystości przy prezesie Agencji Oceny Technologii Medycznych i Taryfikacji. W 2014 został wykładowcą w Państwowej Wyższej Szkole Informatyki i Przedsiębiorczości w Łomży.
Członek korespondent Polskiej Akademii Umiejętności.
Odznaczony m.in. Krzyżem Oficerskim Orderu Odrodzenia Polski (2011), medalem „Gloria Medicinae” (2005)

## Publikacje
- M. Myśliwiec (red.): Wielka Interna T. 1. Nefrologia. Medical Tribune Polska, 2009.
- M. Myśliwiec (red.): Choroby nerek. PZWL, 2008.
- T. Pasierski (red.), M. Myśliwiec (red), J. Imiela (red.): Kardionefrologia. Wyd. 2. Medical Tribune Polska, 2007.
- B. Rutkowski (red.), S. Czekalski (red.), M. Myśliwiec (red.): Nefroprotekcja: podstawy patofizjologiczne i standardy postępowania terapeutycznego. Czelej, 2006.